# La Croft
La Croft és una concentració de població designada pel cens dels Estats Units a l'estat d'Ohio. Segons el cens del 2000 tenia 1.307 habitants.

## Demografia
Segons el cens del 2000, La Croft tenia 1.307 habitants, 512 habitatges, i 373 famílies. La densitat de població era de 442,7 habitants/km².
Dels 512 habitatges en un 31,4% hi vivien nens de menys de 18 anys, en un 57,2% hi vivien parelles casades, en un 10% dones solteres, i en un 27% no eren unitats familiars. En el 23% dels habitatges hi vivien persones soles l'11,1% de les quals corresponia a persones de 65 anys o més que vivien soles. El nombre mitjà de persones vivint en cada habitatge era de 2,55 i el nombre mitjà de persones que vivien en cada família era de 2,98.
Per edats la població es repartia de la següent manera: un 24,7% tenia menys de 18 anys, un 7,2% entre 18 i 24, un 28,1% entre 25 i 44, un 26% de 45 a 60 i un 14% 65 anys o més.
L'edat mediana era de 40 anys. Per cada 100 dones de 18 o més anys hi havia 98,4 homes.
La renda mediana per habitatge era de 28.750 $ i la renda mediana per família de 35.000 $. Els homes tenien una renda mediana de 29.712 $ mentre que les dones 18.750 $. La renda per capita de la població era de 13.528 $. Aproximadament l'11,1% de les famílies i l'11,5% de la població estaven per davall del llindar de pobresa.

## Poblacions properes
El següent diagrama mostra les poblacions més properes.